# Abdou Harouna
Abdou Laouali Harouna (* 1968 in Maradi) ist ein nigrischer Manager und Politiker.

## Leben
Abdou Harouna besuchte die Grund- und Mittelschule in seiner Geburtsstadt Maradi. Er war Generalsekretär und Präsident der Schülervertretungen am Lycée Dan Baskoré in Maradi und am Lycée Kassaï in Niamey. Er arbeitete als Mitglied des Ordnungsdienstes des Präsidiums der 1991 tagenden Nationalkonferenz. Am Kaduna Polytechnic im Nachbarland Nigeria studierte Harouna Englisch, gefolgt von einem Studium an der Federal University of Technology Minna in Nigeria, das er 1997 als Agraringenieur mit Schwerpunkt auf Wasser- und Forstwirtschaft abschloss. Er wirkte als Generalsekretär der Studierenden aus Niger in Nigeria.
Nach der Ableistung eines Freiwilligendienstes übersiedelte Abdou Harouna in die Vereinigten Staaten. Von 2000 bis 2004 war er für das Fluidtechnik-Unternehmen Flowserve in Lynchburg, Virginia tätig, zuletzt als Logistik- und Verwaltungsdirektor. Er machte 2004 einen Master of Business Administration an der Averett University in Virginia. Anschließend arbeitete er bis 2007 als Manager für die Luftfahrt-Sparte der Eaton Corporation. Während dieser Zeit erwarb er weitere Diplome an der University of Michigan und in Harvard. Zudem war er Vizepräsident der Vereinigung der Staatsangehörigen Nigers in den Vereinigten Staaten.
Harouna arbeitete in weiterer Folge als Direktor für Einkauf und Logistik für verschiedene Unternehmen: ab 2007 für das Telekommunikationsunternehmen Celtel in der Demokratischen Republik Kongo, ab 2008 für das Telekommunikationsunternehmen Zain in Manama in Bahrain und ab 2009 für das Energieunternehmen Areva in Niger. Er bekam 2012 den Titel Sarkin Yaki des Sultanats Maradi verliehen. Beim Sarkin Yaki handelt es sich um den „Verteidigungsminister“ des Sultans. Bereits Abdou Harounas Großvater war Würdenträger am Hof in Maradi gewesen.
Parteipolitisch engagierte sich Harouna in der Nigrischen Partei für Demokratie und Sozialismus und galt als einflussreichste Persönlichkeit der Partei-Sektion von Maradi, auch wenn er dort zunächst nur als zweiter Vizepräsident fungierte. Wie Ibrahim Yacouba gehörte er zu einer Generation das Stadtleben prägender „reicher Intellektueller“. Bei den Parlamentswahlen am 21. Februar 2016 wurde Abdou Harouna als Abgeordneter für Maradi in die Nationalversammlung gewählt. Am 3. November 2016 ernannte ihn die nigrische Regierung unter seinem Parteigenossen Staatspräsident Mahamadou Issoufou zum Generaldirektor des neugegründeten Telekommunikationsunternehmens Niger Telecom.
Abdou Harouna ist verheiratet und hat fünf Kinder.

## Ehrungen
- Ritter des Verdienstordens Nigers (1993)[1]